# Aphonopelma truncatum
Aphonopelma truncatum là một loài nhện trong họ Theraphosidae.
Loài này thuộc chi Aphonopelma. Aphonopelma truncatum được Frederick Octavius Pickard-Cambridge miêu tả năm 1897.